# ГЕС Сілоду
ГЕС Сілоду (кит.: 溪洛渡大坝, піньїнь: Xīluòdù Dàbà) — гідроелектростанція в Китаї, знаходячись між ГЕС Байхетань (вище по течії) та ГЕС Сянцзяба, входить до складу каскаду на одній з найбільших річок світу Янцзи (розташовується на ділянці її верхньої течії, котра носить назву Цзиньша).
Гребля розташована біля селища Сілоду — повітового центру міського повіту Юншань, в міському окрузі Чжаотун провінції Юньнань. По річці проходить адміністративна межа з провінцією Сичуань. Після завершення зведення споруд ГЕС вона стала ключовою ланкою проекту регулювання стоку Цзиньша що має на меті отримання гідроелектроенергії і зниження кількості мулу у воді.

## Проектні характеристики
ГЕС Сілоду — третя за потужністю (13 860 МВт) ГЕС у світі. Висота НРМ верхнього б'єфа становить 600 м, нижнього — 380 м. Повний об'єм водосховища становить 12,67 км³, корисний об'єм — 6,46 км³. У ході сезонного регулювання рівень води у водоймі може знижуватися на 60 м до 540 м НРМ.

## Історія будівництва
На початку 2005 будівництво було призупинено через недостатню вивченість наслідків реалізації проекту на екологію регіону, але згодом було відновлено. Перекриття русла річки було здійснено у 2009. Введення в експлуатацію першої турбіни потужністю 770 МВт відбулося 16 липня 2013, 3 квітня 2014 введена в дію 14-а турбіна.
Останні гідроагрегати були введені в експлуатацію в серпні 2014 року.

## Див також
- Південь-Північ (водно-транспортний проєкт)
- Список найбільших електростанцій світу

## Ресурси Інтернету
- Xiluodu dam under construction in 2013 [Архівовано 4 грудня 2015 у Wayback Machine.]